# Duanesburg
Duanesburg est une ville du comté de Schenectady dans l'État de New York.
Sa population était de 6 122 habitants en 2010